# 3950 Йосіда
3950 Йосіда (3950 Yoshida) — астероїд головного поясу, відкритий 8 лютого 1986 року.
Тіссеранів параметр щодо Юпітера — 3,235.
Названо на честь Йосіди (яп. よしだ(吉田) йосіда).